# Lernaeodiscus ingolfi
Lernaeodiscus ingolfi is een krabbezakjessoort uit de familie van de Lernaeodiscidae. De wetenschappelijke naam van de soort is voor het eerst geldig gepubliceerd in 1928 door Boschma.